# Boľ
Boľ (węg. Boly) – wieś (obec) na Słowacji położona w kraju koszyckim, w powiecie Trebišov. Pierwsze wzmianki o miejscowości pochodzą z 1332 roku. 
Według danych z dnia 31 grudnia 2012 roku, wieś zamieszkiwało 738 osób, w tym 369 kobiet i 369 mężczyzn.
W 2001 roku rozkład populacji względem narodowości i przynależności etnicznej wyglądał następująco:
- Słowacy – 11,92%
- Romowie – 1,92%
- Węgrzy – 86,16%

Ze względu na wyznawaną religię struktura mieszkańców kształtowała się w 2001 roku następująco:
- Katolicy rzymscy – 55,62%
- Grekokatolicy – 13,56%
- Ewangelicy – 0,55%
- Prawosławni – 0,55%
- Ateiści – 2,47%
- Nie podano – 0,55%